# 莱岑丹
莱岑丹（荷蘭語：Leidschendam，發音：[ˈlɛitsə(n)ˌdɑm]）是荷兰南荷蘭省的一个城镇，总面积为29.31平方千米，截至2023年1月1日总人口为34,660人。莱岑丹曾是的一个独立的市镇，2002年，莱岑丹与市镇福尔堡合并为新市镇莱岑丹-福尔堡。